# Ministère des Situations d'urgence (Russie)
Pour les articles homonymes, voir Ministère des Situations d'urgence.
Le ministère des Situations d'urgence (en russe : Министерство по чрезвычайным ситуациям - МЧС России) dont le nom officiel est ministère de la fédération de Russie pour la Défense civile, la Gestion des situations d'urgence et l'Atténuation des effets des catastrophes naturelles (en russe : Министерство России по делам гражданской обороны, чрезвычайным ситуациям и ликвидации последствий стихийных бедствий), désigné également par le vocable EMERCOM (contraction de l'anglais « Emergency Control Ministry »), est un ministère spécial à compétences transversales, créé par la fédération de Russie pour répondre aux problèmes de crises globales ou locales liées à des situations d’urgence de tout type et aux catastrophes naturelles.
Evgueni Zinitchev a occupé le poste de ministre des Situations d'urgence de 2018 au 8 septembre 2021, jour de sa mort. Ensuite, il a été remplacé par Alexandre Tchoupriyan. Depuis, le 25 mai 2022, cette fonction est remplie par  Alexandre Kourenkov.

## Liste des titulaires
- 1994-2012 : Sergueï Choïgou
- 2012-2018 : Vladimir Poutchkov
- 2018-2021 : Evgueni Zinitchev
- 2022-     : Alexandre Kourenkov

## Histoire

### À l'époque de l'URSS
En URSS, le système de défense civile s'est fortement structuré lors de la Seconde Guerre mondiale, et il a persisté durant la guerre froide et en temps de paix pour protéger les populations et territoires lors de situations d'urgences d'origines naturelle (incendies, inondations...), technologique, sanitaire ou sociale.
La lutte contre les incendies « naturels » à grande échelle, notamment dans la région de Moscou en 1972 a ainsi fortement impliqué les forces de défense civile.
En 1974, le gouvernement de l'URSS a publié un décret « sur l'utilisation d'unités de défense civile non militarisées en temps de paix »(voir p. 221). En 1986, la catastrophe de Tchernobyl a mobilisé des dizaines de milliers de personnes et une grande quantité de moyens techniques, montrant que les grandes crises technologiques demandent des moyens de plus en plus sophistiqués et une organisation apte à y répondre rapidement. Le retour d'expérience de la gestion du pire accident nucléaire survenu jusqu'alors, et de diverses autres accidents et catastrophes, a conduit les dirigeants de l'URSS et de la RSFSR à créer de nouveaux organes de gestion de crise, destinés à protéger la population et les territoires contre les urgences naturelles ou causées par l'homme (voir p. 221).
En 1990, un décret du Conseil des ministres de l'URSS (21 novembre 1990, no 1175) est publié, il crée une Commission d'État du Conseil des ministres de l'URSS sur les situations d'urgence. Cette commission était dirigée par Vitali Dogoujiev.
Elle sera dissoute un an plus tard à la suite de la dislocation de l'URSS, en décembre 1991.
Le 17 juillet 1990, une résolution du présidium du Conseil suprême de la RSFSR, engage la préparation de la création d'un Corps de secours russe, officialisé le 27 décembre 1990, par un décret du Conseil des ministres de la RSFSR (décret n ° 606). Cette date est considérée comme la base du fondement du futur EMERCOM de Russie. Le 17 avril 1991, le présidium du Conseil suprême approuve la nomination de Sergueï Choïgou à la tête de ce corps. Le 19 novembre 1991 , sur la base du Comité d'État pour les situations d'urgence de la RSFSR et du siège de la Défense civile de la RSFSR, le Comité d'État pour la défense civile, les situations d'urgence et les catastrophes naturelles, présidé par le président de la RSFSR, a été créé. Les biens et les états de défense civile du ministère de la Défense de l'URSS et de la Commission d'État pour les situations d'urgence de l'URSS ont été transférés au comité.

## En Russie
Les organes du pouvoir de l'URSS cessent officiellement d'exister les 25 et 26 décembre 1991.
En 1992, le 30 septembre, le Comité d'État pour la défense civile, les urgences et la gestion des catastrophes, présidé par le président de la RSFSR, est réorganisé en un Comité d'État de la fédération de Russie chargé de la défense civile, des urgences et la gestion des catastrophes. ; Il comprenait les centres de contrôle et de sauvetage du Conseil central des syndicats de toutes les unions (créé en 1958) et les services de contrôle et de sauvetage du Conseil central des syndicats de toutes les organisations, créé 15 ans plus tard.
En 1994, le 10 janvier, le Comité d'État de la fédération de Russie pour la défense civile, les urgences et la gestion des catastrophes est transformé en ministère de la fédération de Russie pour la Défense civile, les urgences et la gestion des catastrophes naturelles (EMERCOMe), avec comme ministre Sergueï Choïgou.
En 2002, 278 000 employés du service national de lutte contre les incendies deviennent membres du ministère russe des Situations d'urgence (qui employait auparavant environ 70 000 personnes),. Une réforme administrative russe confie aux autorités de l’État des entités constitutives de la fédération de Russie chargées d'organiser la lutte contre des incendies dans les zones de peuplement et la plupart des opérations de sauvetage d’urgence.
En 2005, des forces et du matériel sont retirés du ministère des Situations d'urgence pour créer des services de lutte contre les incendies dans les entités constitutives de la fédération de Russie et pour les services de secours d'État des entités constitutives de la fédération de Russie.